# Gian Carlo Menotti
Pour les articles homonymes, voir Menotti.
Gian Carlo Menotti (né le 7 juillet 1911 à Cadegliano-Viconago, dans la province de Varèse, en Lombardie et mort le 1er février 2007 à Monte-Carlo, Monaco), est un compositeur et un librettiste italien naturalisé américain. Il écrivit notamment l’opéra Amahl and the Night Visitors. Il fut aussi à l’origine de la création de Il Festival dei Due Mondi (Festival des deux mondes)  en 1958 et de son équivalent américain Spoleto Festival USA en 1977.

## Biographie
Gian Carlo Menotti commence à écrire ses chansons alors qu'il n'a que sept ans. À l'âge de onze ans déjà, il écrit le livret et la musique de son premier opéra :  La Mort de Pierrot. Cependant il ne commence réellement son activité musicale qu'en 1923 lorsqu'il entre au conservatoire Giuseppe Verdi de Milan.
Après la mort de son père, Menotti et sa mère viennent s’installer aux États-Unis en 1928. Il entre ensuite au Curtis Institute of Music de Philadelphie. Parmi les étudiants de cet institut, se trouvaient également Leonard Bernstein et Samuel Barber qui devinrent plus tard les partenaires de Menotti dans son travail. Barber devient également son compagnon à cette époque. On peut citer notamment le plus célèbre opéra de Samuel Barber intitulé Vanessa dont le livret est signé par Menotti. La première de cet opéra eut lieu en 1958  au Metropolitan Opera.
Menotti était encore étudiant au Curtis Institute of Music lorsqu’il signa en italien son premier grand opéra, Amelia al ballo (Amelia va au Bal). Par la suite, il n’écrivit en italien que deux autres opéras L’Île de Dieu et Le Dernier Sauvage. Le reste de son œuvre fut écrite en anglais. Ses travaux les plus importants furent composés dans les années 1940 et 1950. Par la suite, Menotti enseigna également au Curtis Institute of Music et eut parmi ses étudiants et protégés un compositeur américain du nom de Stanley Hollingsworth (en).
Menotti rédigea les livrets de deux opéras de Samuel Barber, Vanessa et A Hand of Bridge et révisa le dernier - Antony and Cleopatra. Amelia al ballo de Menotti remporta un tel succès que NBC en commanda une version audio pour la radio. The Old Maid and the Thief fut le premier travail de grande ampleur pour Menotti. Il composa ensuite des ballets, Sebastian en 1944 et un concerto pour piano en 1945 avant de revenir à son premier amour, l'opéra, avec Le Medium et Le Téléphone.
Son premier grand opéra,The Consul fut créé en 1950 : il remporta le prix Pulitzer de musique et le New York Drama Circle Critics' Award pour l'œuvre musicale de l’année. En 1951, Menotti écrivit son cher opéra de  Noël Amahl and the Night Visitors pour le Hallmark Hall of Fame. En 1958, il fonda le Festival des deux Mondes à Spolète en Italie, puis fonda son équivalent en 1977 aux États-Unis.
Après la vente de la résidence qu'il partageait avec son compagnon Samuel Barber, Menotti eut une longue relation avec Thomas Schippers qui mourut en 1977. En 1984, Menotti reçut le Kennedy Center Honor pour l'ensemble de sa carrière et, en 1991, fut choisi comme musicien de l’année par Musical America. 
Son influence s’étendit aussi au-delà du royaume de la musique classique, au point que la chanteuse américaine Laura Branigan lui demanda de devenir son conseiller vocal pour plusieurs de ses albums des années 1980 et 1990.

## Opéras, concerti
- Amelia al Ballo (1937)
- The Old Maid and the Thief, radio opera (1939)
- The Island of God (1942)
- The Medium (1946)
- The Telephone, or L'Amour à trois (1947)
- The Consul (1950)
- Amahl and the Night Visitors, television opera (1951)
- The Saint of Bleeker Street (1954)
- Maria Golovin (1958)
- Labyrinth, television opera (1963)
- L'ultimo selvaggio (1963)
- Martin's Lie (1964)
- Help, Help, the Globolinks! (1968)
- The Most Important Man (1971)
- Tamu-Tamu (1973)
- The Egg (1976)
- The Hero (1976)
- The Trial of the Gypsy (1978)
- Chip and his Dog (1979)
- La Loca (1979)
- A Bride from Pluto (1982)
- The Boy Who Grew Too Fast (1982)
- Goya (1986)
- The Wedding (Giorno da Nozze) (1988)
- Goya [rev.] (1991)
- The Singing Child (1993)
- Violin Concerto in A min (« Concerto pour violon en la mineur », 1952)

## Distinctions

### Récompenses
- 1946 : Bourse Guggenheim
- 1949 : 4 Donaldson Awards (en) pour The Consul les catégories : Directeur musical, Paroles, Partition musicale, Livre de musique
- 1950 : Prix Pulitzer de musique pour The Consul
- 1951 : Peabody Awards pour Amahl and the Night Visitors
- 1984 : Kennedy Center Honors
- 1987 : Médaille George Peabody (en)

### Nominations
- 1952 : Oscar de la meilleure musique de film pour Le Médium
- 1954 : British Academy Film Award du meilleur film pour Le Médium
- 1955 : Primetime Emmy Award pour la meilleure composition musicale (en)  pour Amahl and the Night Visitors

### Décorations
- Chevalier grand-croix de l'ordre du Mérite de la République italienne, le 2 novembre 1981[2].
- Commandeur de l'ordre des Arts et des Lettres Il est fait commandeur le 21 février 1997[3].